# Cilleruelo de Arriba
Cilleruelo de Arriba és un municipi de la província de Burgos a la comunitat autònoma de Castella i Lleó. Forma part de la comarca de l'Arlanza.

## Demografia
| 1991 |  | 1996 |  | 2001 |  | 2004 |
| ---- |  | ---- |  | ---- |  | ---- |
| 97   |  | 83   |  | 80   |  | 72   |